# Hiwot Ayalew

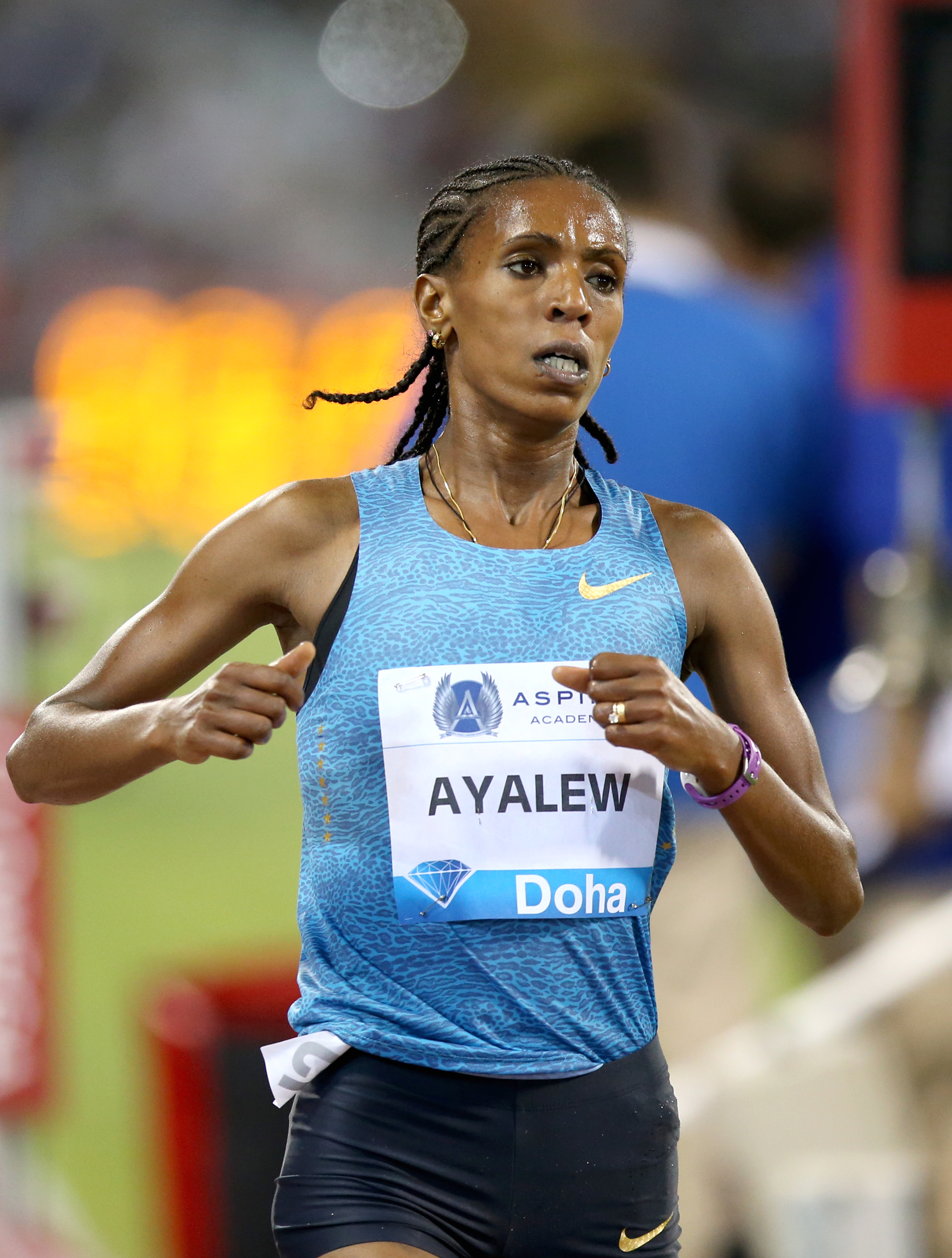
Hiwot Ayalew 2015 in Doha

Hiwot Ayalew (* 6. März 1990 in der Woreda Sekela, Amhara) ist eine äthiopische Langstrecken- und Hindernisläuferin.
2011 wurde sie Elfte bei den Crosslauf-Weltmeisterschaften in Punta Umbría und gewann bei den Panafrikanischen Spielen in Maputo Silber über 3000 m Hindernis.
Im Jahr darauf qualifizierte sie sich über 3000 m Hindernis für die Olympischen Spiele in London, bei denen sie auf dem fünften Rang einlief.
2013 gewann sie bei den Crosslauf-WM in Bydgoszcz Silber sowohl in der Einzel- wie auch in der Teamwertung. Kurz danach wurde sie Zweite beim Crescent City Classic. Bei den Leichtathletik-Weltmeisterschaften in Moskau wurde sie über 3000 m Hindernis Vierte.
Hiwot Ayalew ist 1,72 m und wiegt 50 kg. Sie wird von Yohannes Mohammed und Bezuneh Yaye trainiert und startet für das Team der Commercial Bank of Ethiopia. Seit 2011 ist sie mit dem Marathonläufer Girma Tilahun verheiratet. Ihre ältere Schwester Wude Ayalew ist ebenfalls als Langstreckenläuferin erfolgreich.

## Bestzeiten
- 1500 m: 4:11,16 min, 1. September 2013, Berlin
- 5000 m: 14:49,36 min, 9. Juni 2011, Oslo
- 10-km-Straßenlauf: 31:43 min, 19. April 2014, New Orleans
- 3000 m Hindernis: 9:09,61 min, 7. Juni 2012, Oslo